# 广东广播电视台影视频道
广东广播电视台影视频道，简称广东影视，是广东广播电视台拥有的一条电视频道，以大时段播放粤语配音的影视剧及休闲节目为主，部分节目使用普通话播出。

## 频道历史
该频道前身为1994年8月29日开播的广东有线电视台第1台影视频道。2001年7月1日，广东有线电视台除体育频道外的所有频道与广东经济电视台整合成新的南方电视台，该频道改为南方电视台影视频道（TVS-4）。
2014年5月，该台改名为「广东广播电视台影视频道」，原台徽不变。
2017年12月23日，该台标清版台标已于18:00更改为新的“广+广东影视”，其中4K版台标为动态，而原TVS-4台标正式停用。该台也成为继广东卫视后的第一个更换为广东广播电视台全红色台徽的广东省内地面频道。
2020年8月，因应珠江电影频道停播，原频道播出的《至尊午间影院》及《广东电影报道》等栏目转移至影视频道继续播放。同时成为全国电影频道联盟成员。
2020年10月，该频道正式开始高标清同步广播。

## 播放节目

### 剧集时段
- 醒晨剧场（每天9:00-12:00，两集连播）
- 剧无霸前战剧场（每天16:50-18:30，两集连播）
- 剧无霸剧场（每晚18:40-22:30，五集连播）
- 经典剧场（每晚23:00-次日00:30，两集连播）
- 午夜剧场（每天0:40-6:00）

### 电影时段
- 至尊午间影院（每天12:00-16:40）

### 自制粵語短劇
- 《高第街记事》（已完结）
- 《追時代》

### 节目时段
- 生活资讯节目《影视专事帮》（前身為《樂享新生活》《睩睩生活圈》）（周一至五晚18:40首播）
- 影视资讯节目《光影视界》（周六日晚18:00首播）
- 影视资讯节目《广东电影报道》（周六日晚22:30首播）

### 已完结
- 资讯节目《揭秘晴報站》（前身為国际军事资讯节目《军晴剧无霸》）
- 医药资讯节目《百医百顺》
- 医药资讯节目《源来中医药》
- 综艺节目《影动全城》（前身为《幸运快的》）

## 主持人
- 邓楚晴（邓粤湘）
- 陳曦
- 云子懿（云卓佳）
- 邓莹
- 刘思莹
- 徐伟锐
- 徐东辉（冬晖）